# Верховна Рада Казахської Радянської Соціалістичної Республіки
Верховна Рада Казахської Радянської Соціалістичної Республіки — парламент, вищий законодавчий орган Казахської РСР у складі СРСР.
Створено Верховну Раду 1937 року, останні вибори до неї були проведені 1990. 1993 року вона була ліквідована шляхом перетворення у Верховну Раду Республіки Казахстан.
Парламент обирався загальним, рівним та прямим голосуванням строком на 5 років. Складався з однієї палати з кількістю 360 депутатів.

## Повноваження Верховної Ради
До повноважень парламенту входили:
- призначення виборів до Верховної Ради Казахської РСР та місцевих Рад народних депутатів;
- скликання сесій Верховної Ради Казахської РСР
- координація діяльності постійних комісій Верховної Ради Казахської РСР;
- здійснення контролю за дотриманням Конституції Казахської РСР, забезпечення відповідності Конституції та законам Казахської РСР;
- призначення виборів до районних (міських) народних судів;
- тлумачення законів Казахської РСР
- здійснення керування діяльності місцевих Рад народних депутатів;
- визначення порядку вирішення питань адміністративно-територіального устрою Казахської РСР, встановлення та зміна кордонів та районного чи обласного поділу;
- утворення районів, міст та міських районів;
- встановлення підпорядкованості міст;
- перейменування районів, міст, міських районів, селищ міського типу та інших населених пунктів;
- відміна постанов та розпоряджень Ради Міністрів Казахської РСР, Ради Міністрів обласних, міських обласного підпорядкування Рад народних депутатів, Рад народних депутатів у випадку невідповідності законам Казахської РСР;
- нагородження Почесними грамотами Президії Верховної Ради Казахської РСР, встановлення та присвоєння почесних звань;
- здійснення помилувань засуджених судами Казахської РСР;
- ратифікація та денонсація міжнародних договорів Казахської РСР;
- призначення та відкликання дипломатичних представників Казахської РСР в іноземних державах і при міжнародних організаціях;
- прийняття у громадянство Казахської РСР, вирішення питань щодо біженців;
- прийняття вірчих та відкликаючих грамот акредитованих при ній дипломатичних представництв іноземних держав;
- здійснення інших повноважень, встановлених Конституцією Казахської РСР.

## Голови Президії Верховної Ради Казахської РСР
- Казакпаєв Абдісамет (17.07.1938 — 01.1947)
- Лук'янець Іван Купріянович (01.1947 — 20.03.1947) (в.о.)
- Керімбаєв Даніял (20.03.1947 — 23.01.1954)
- Ундасинов Нуртас Дандібайович (23.01.1954 — 19.04.1955)
- Ташенєв Жумабек Ахметович (19.04.1955 — 20.01.1960)
- Карібжанов Фазил Карімович (20.01.1960 — 25.08.1960)
- Крюкова Капітоліна Миколаївна (25.08.1960 — 3.01.1961) (в.о.)
- Шаріпов Ісагалі Шаріпович (3.01.1961 — 5.04.1965)
- Ніязбеков Сабір Білялович (5.04.1965 — 20.12.1978)
- Абдукарімов Ісатай Абдукарімович (20.12.1978 — 14.12.1979)
- Імашев Саттар Нурмашевич (14.12.1979 — 22.02.1984)
- Плотніков Андрій Павлович (22.02.1984 — 22.03.1984) (в.о.)
- Ашимов Байкен Ашимович (22.03.1984 — 27.09.1985)
- Мукашев Саламат Мукашевич (27.09.1985 — 9.02.1988)
- Камаліденов Закаш Камаліденович (9.02.1988 — 12.1988)
- Сидорова Віра Василівна (12.1988 — 10.03.1989)
- Сагдієв Махтай Рамазанович (10.03.1989 — 22.02.1990)

## Голови Верховної Ради Казахської РСР
- Медеубеков Кійлибай Усенович (13.12.1979 — 22.02.1990)
- Назарбаєв Нурсултан Абішович (22.02.1990 — 24.04.1990)
- Асанбаєв Єрік Магзумович (24.04.1990 — 16.10.1991)
- Абдільдін Серікболсин Абдільдайович (16.10.1991 — 28.01.1993)